# Infurcitinea incertula
Infurcitinea incertula är en fjärilsart som beskrevs av Edward Meyrick 1928. Infurcitinea incertula ingår i släktet Infurcitinea och familjen äkta malar.
Artens utbredningsområde är Marocko. Inga underarter finns listade i Catalogue of Life.